# Clifford Shull
Clifford Glenwood Shull (23.9.1915 tại Pittsburgh, Pennsylvania, Hoa Kỳ – 31.3.2001 tại Medford, Massachusetts) là nhà vật lý người Mỹ đã đoạt Giải Nobel Vật lý năm 1994 (chung với Bertram Brockhouse).

## Tiểu sử
Ông sinh tại Pittsburgh, Pennsylvania và tốt nghiệp trung học ở trường "Schenley High School" tại Pittsburgh. Ông đậu bằng cử nhân ở Học viện Công nghệ Carnegie và bằng tiến sĩ ở Đại học New York. Trong Thế chiến thứ hai, ông làm việc cho Công ty Texas Company ở Beacon, New York; sau đó làm trong "Phòng thí nghiệm Clinton" (nay là Phòng thí nghiệm quốc gia Oak Ridge), và cuối cùng làm việc ở Học viện Công nghệ Massachusetts từ năm 1955 tới khi nghỉ hưu năm 1986.

## Công trình nghiên cứu
Clifford Shull được trao Giải Nobel Vật lý năm 1994 chung với Bertram Brockhouse. cho công trình tiên phong của ông trong tán xạ neutron, một kỹ thuật để tiết lộ vị trí các nguyên tử ở bên trong một vật liệu, giống như các viên đạn bắn thia lia tiết lộ nơi có những chướng ngại vật trong bóng tối.
Ông bắt đầu công trình tiên phong của mình từ năm 1946 ở nơi mà ngày nay là Phòng thí nghiệm quốc gia Oak Ridge. Shull đã hợp tác với Ernest Wollan, và trong 9 năm liên tiếp, họ khám phá cách sử dụng các neutron được sản xuất bởi các lò phản ứng hạt nhân để thăm dò cấu trúc nguyên tử của vật liệu. Theo ông thì vấn đề quan trọng nhất là xác định các vị trí của các nguyên tử hiđrô trong vật liệu.
Shull đã nghiên cứu tính chất cơ bản của chính neutron bằng kỹ thuật tán xạ. Ông cũng khởi xướng việc nghiên cứu nhiễu xạ neutron đầu tiên của vật liệu từ tính. Anthony Nunes, giáo sư Vật lý học ở Đại học Rhode Island đã viết: "Nếu có một cha đẻ của việc tán xạ neutron ở Hoa Kỳ, thì đó chính là Giáo sư Shull"...

## Giải thưởng và Vinh dự
- 1956: Giải Oliver E. Buckley của Hội Vật lý Hoa Kỳ
- 1956: Viện sĩ Viện hàn lâm Khoa học và Nghệ thuật Hoa Kỳ
- 1975: Viện sĩ Viện hàn lâm Khoa học quốc gia Hoa Kỳ
- 1993: Giải Gregori Aminoff của Viện hàn lâm Khoa học hoàng gia Thụy Điển
- 1994: Giải Nobel Vật lý (chung với Bertram Brockhouse).

## Các bài báo vinh danh Shull
- Carroll, Cindy. "Carnegie Mellon University Receives Nobel Laureate Clifford Shull Papers Grant and Additional Gift Will Make the Collection Available to Researchers" Lưu trữ ngày 23 tháng 7 năm 2008 tại Wayback Machine, (Mar.ngày 1 tháng 12 năm 2004): Carnegie Mellon University.
- Stevenson, Daniel C. "Shull wins Physics Nobel for work done 40 years ago" Lưu trữ ngày 27 tháng 5 năm 2012 tại Wayback Machine, The Tech-Online Edition. Vol. 114, no. 68, Feb.ngày 1 tháng 7 năm 1995: Massachusetts Institute of Technology (MIT).
- "Oak Ridge Pays Tribute to its Nobel Prize Winner" Lưu trữ ngày 14 tháng 12 năm 2012 tại archive.today, Oak Ridge National Laboratory.

## Giải thưởng mang tên Shull
- The Clifford G. Shull Prize in Neutron Physics Lưu trữ ngày 9 tháng 5 năm 2008 tại Wayback Machine, Hội Tán xạ Neutron Hoa Kỳ.

## Xuất bản phẩm
- Davidson, W. L., Morton, G. A., Shull, C. G. & E. O. Wollan. "Neutron Diffraction Analysis of NaH and NaD", United States Department of Energy (through predecessor agency the Atomic Energy Commission), (ngày 28 tháng 4 năm 1947).
- Shull, C. G.; Wollan, E. O. "The Diffraction of Neutrons by Crystalline Powders", Oak Ridge National Laboratory (ORNL), United States Department of Energy (through predecessor agency the Atomic Energy Commission), (ngày 28 tháng 4 năm 1947).
- Shull, C.G., Wollan, E.O. & M.C. Marney. "Neutron Diffraction Studies", Oak Ridge National Laboratory (ORNL), United States Department of Energy (through predecessor agency the Atomic Energy Commission), (Oct. 22, 1948).
- Rundle, R.E., Shull, C.G. & E.O. Wollan. "The Crystal Structure of Thorium and Zirconium Dihydrides by X-ray and Neutron Diffraction", Ames Laboratory, Oak Ridge National Laboratory (ORNL), United States Department of Energy (through predecessor agency the Atomic Energy Commission), (Apr. 20, 1951).
- Nathans, R., Riste, T., Shirane, G. & C.G. Shull. "Polarized Neutron Studies on Antiferromagnetic Single Crystals: Technical Report No. 4", Massachusetts Institute of Technology (MIT), Brookhaven National Laboratory, United States Department of Energy (through predecessor agency the Atomic Energy Commission), National Security Agency (NSA), Air Force Office of Scientific Research (AFOSR), (Nov. 26, 1958).
- Shull, C.G. "Low Temperature and Neutron Physics Studies: Final Progress Report, ngày 1 tháng 3 năm 1986--ngày 31 tháng 5 năm 1987", Massachusetts Institute of Technology (MIT), United States Department of Energy, (ngày 27 tháng 7 năm 1989).